# Therioaphis alatina
Therioaphis alatina är en insektsart. Therioaphis alatina ingår i släktet Therioaphis och familjen långrörsbladlöss. Inga underarter finns listade i Catalogue of Life.